# Chiesa della Santissima Annunziata (Parma)
La chiesa della Santissima Annunziata è un luogo di culto cattolico dalle forme manieriste, situato in strada Matteo Renato Imbriani 4, con affaccio su strada Massimo D'Azeglio, a Parma, in provincia e diocesi di Parma; è sede di una parrocchia compresa nella zona pastorale della città.
L'edificio fu eretto a partire dal 1566 con l'annesso convento dei frati minori.

## Storia
L'originaria chiesa conventuale della Santissima Annunziata, detta popolarmente basilica del Paradiso, sorgeva in posizione extra moenia, a sud della città di Parma; la struttura, eretta nel 1211 dai canonici regolari di San Marco e assegnata nel 1445 ai francescani minori osservanti, fu abbattuta nel 1546 per effetto della "tagliata", ossia della demolizione e rimozione di ogni edificio e albero posto in una fascia intorno alle mura cittadine, decretata per scopi difensivi dal duca Pier Luigi Farnese:
Nel 1547 a Pier Luigi succedette il figlio Ottavio, che dovette però scontrarsi con l'opposizione dell'imperatore Carlo V, di papa Giulio III e dell'aristocrazia parmense: conclusisi i conflitti grazie all'intervento di Enrico II di Francia a fianco del Farnese, nel 1552 Ottavio riuscì a farsi restituire il ducato. Per celebrare l'avvenuta pacificazione, ma soprattutto per accreditarsi un seguito tra i ceti popolari facendo leva sui sentimenti religiosi dei sudditi, il duca ordinò la riedificazione del convento e della chiesa dell'Annunciata.
Il nuovo edificio venne fatto costruire, nella zona di capo di ponte, nell'Oltretorrente, un'area urbana ad insediamento prevalentemente popolare. La chiesa venne fondata il 9 maggio 1566 e la prima pietra venne posta dallo stesso duca il 4 giugno successivo. I lavori vennero affidati all'architetto Giovan Battista Fornovo, allievo del Vignola, col quale aveva collaborato alla costruzione del palazzo voluto dal cardinale Alessandro Farnese a Caprarola.

## Descrizione

### Arte e architettura

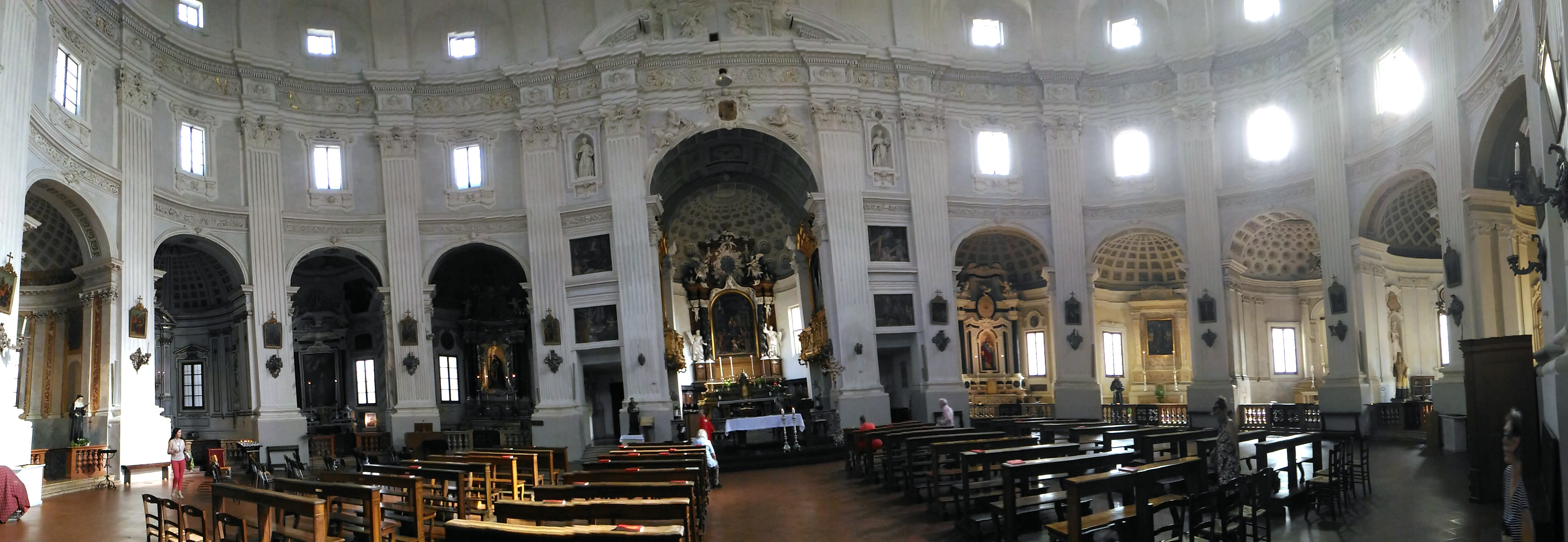
Panoramica dell'aula con le dieci absidiole

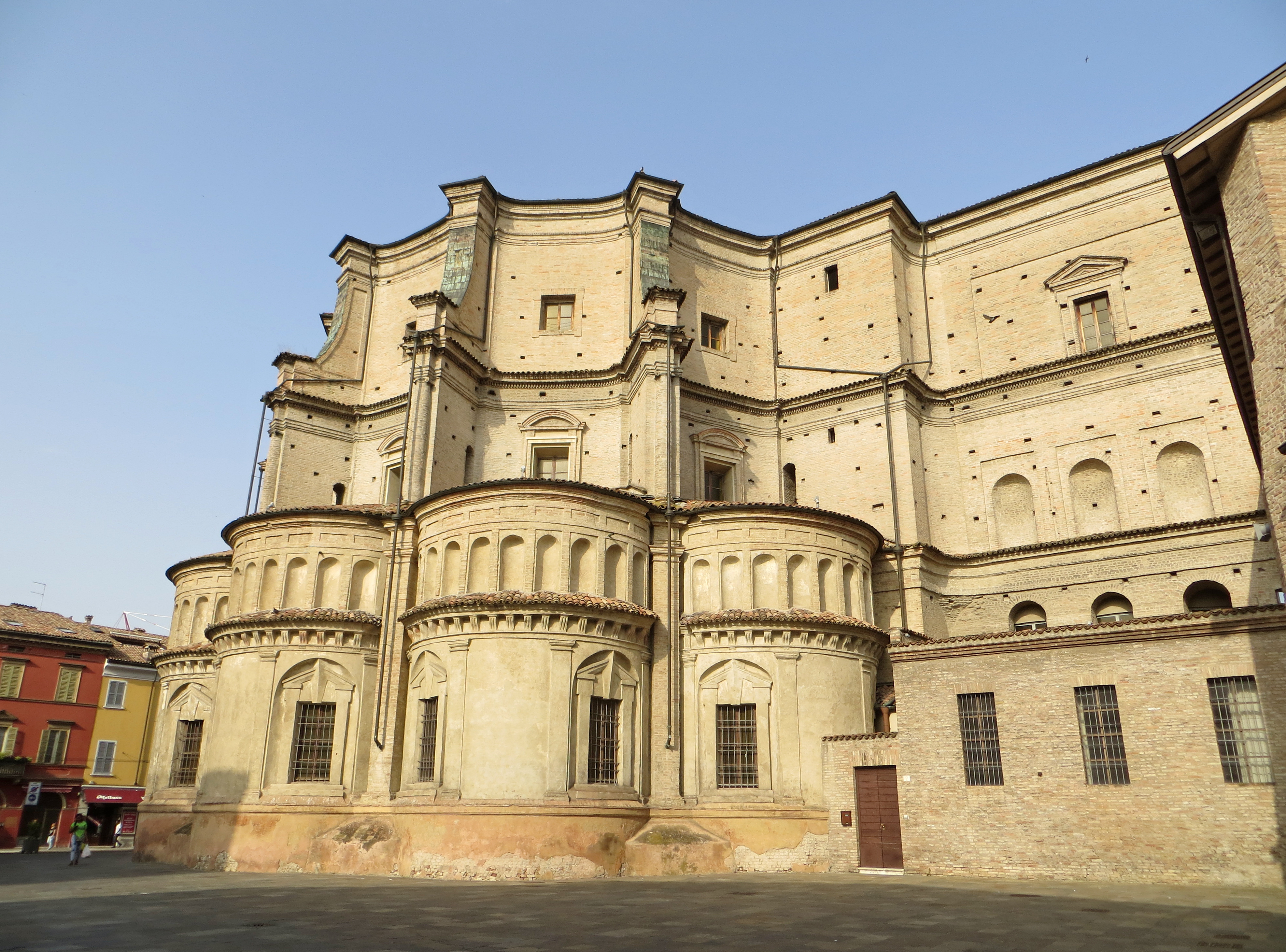
Absidi laterali

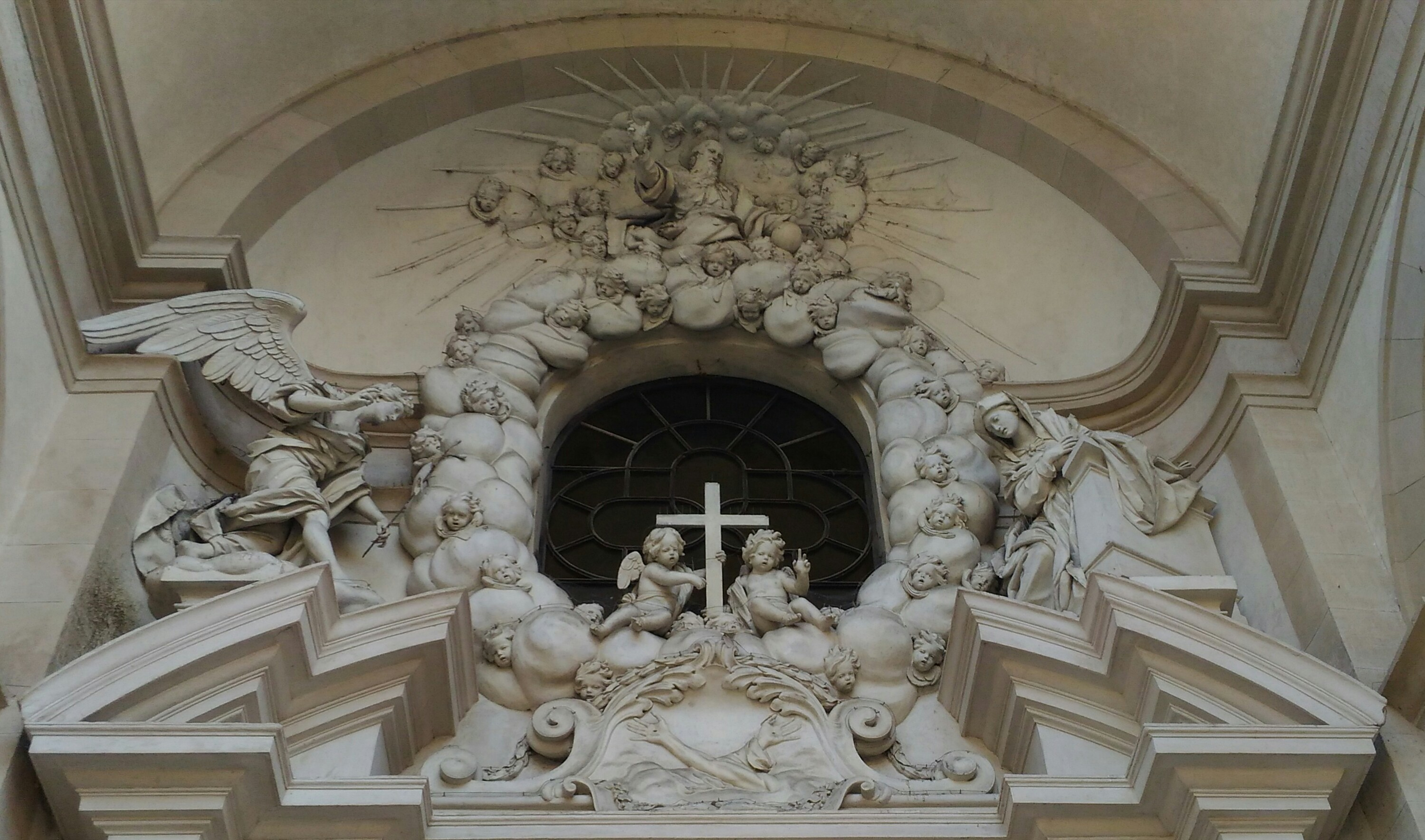
Rilievo in stucco sul portale d'ingresso

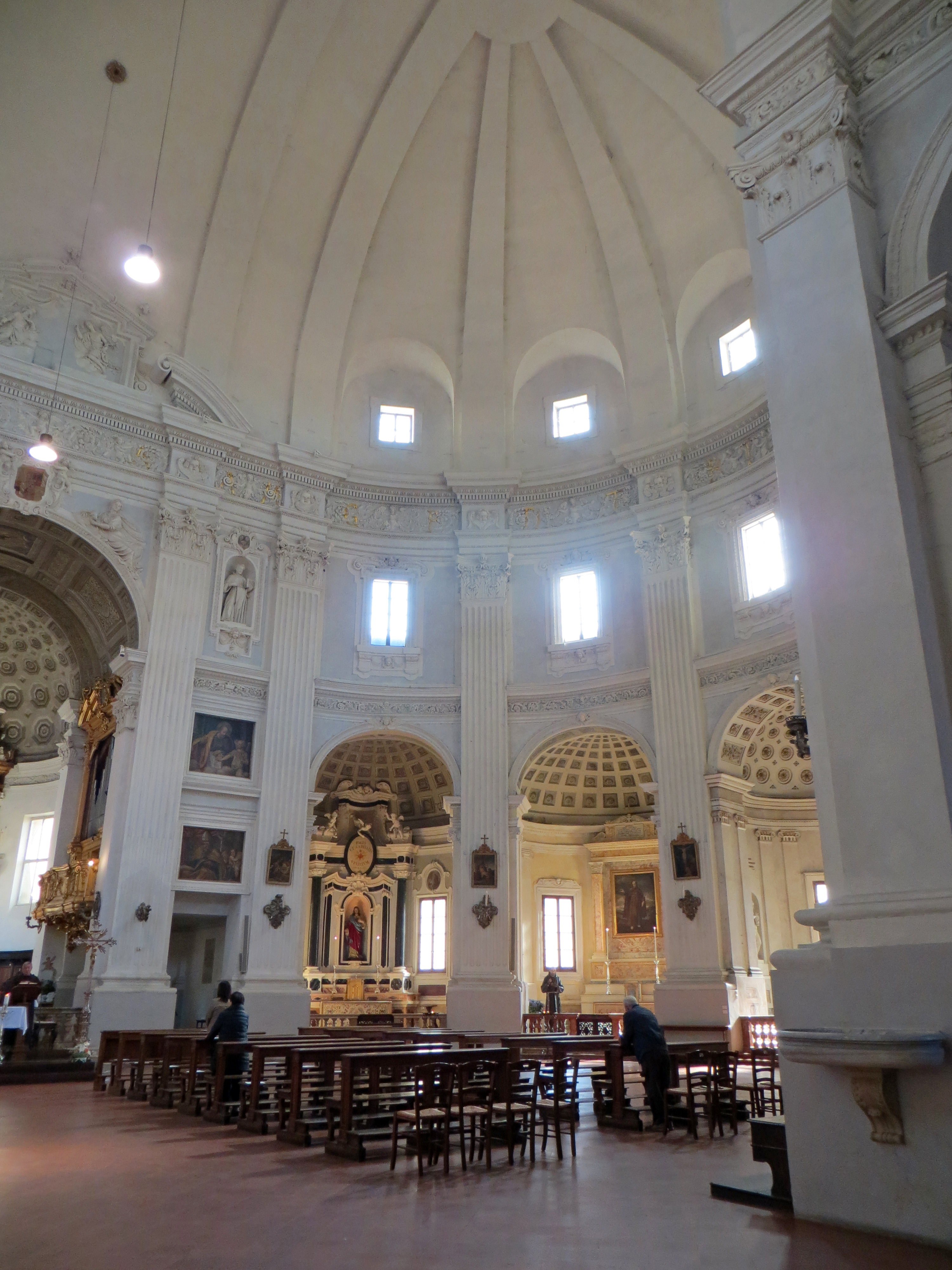
Lato destro dell'aula con la volta a ombrello

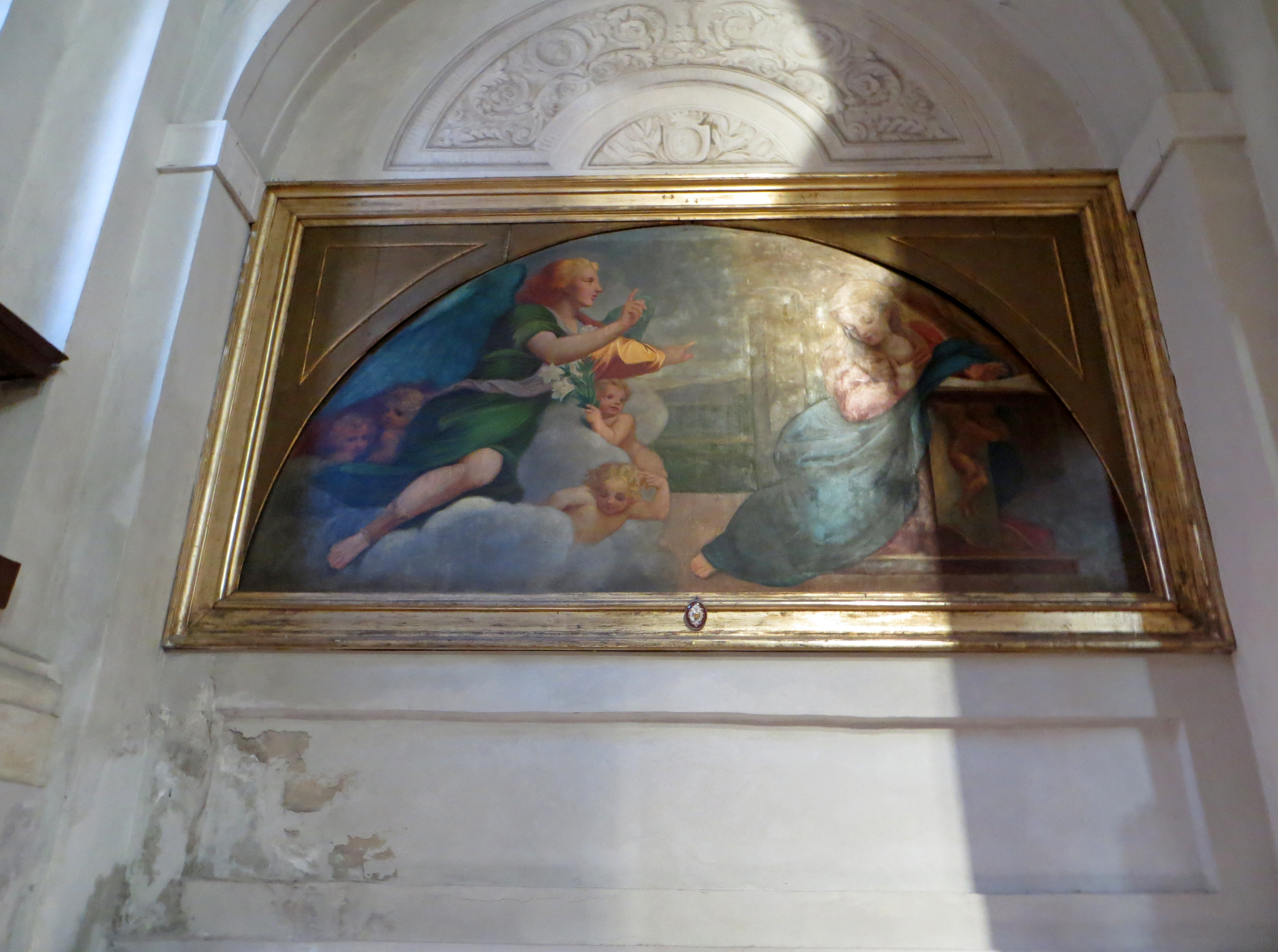
Ignazio Affanni (copia da Correggio), Annunciazione, XIX secolo

Il Fornovo progettò un edificio composto da un corpo centrale a pianta ellittica con dieci absidiole (cinque per lato) disposte a raggiera attorno all'aula sacra: all'edificio si accede attraverso un monumentale arco di ingresso posto in via d'Azeglio, già strada maestra di Santa Croce, e il portale è sovrastato da un grande rilievo a stucco, di una Madonna annunciata, situato sopra il timpano della porta centrale e realizzato nel 1681 da Giovan Battista Barberini.
I frati, per dare un segno di continuità rispetto alla loro antica chiesa conventuale, vollero che nella nuova costruzione venissero traslati la grande pala con la Madonna col Bambino e i santi Giovanni Battista, Luca, Giovanni evangelista e Francesco (realizzata da Francesco Zaganelli da Cotignola) e l'affresco del Correggio con la Vergine Annunciata (ora nella Galleria Nazionale di Parma; in chiesa è presente una copia realizzata nel XIX secolo da Ignazio Affanni).

### Organo a canne
Sulla cantoria in cornu Epistulae del presbiterio, si trova l'organo a canne della chiesa, costruito nel 1805 da Giuseppe Serassi e ripristinato nel 1991 nelle sue forme originarie da Claudio Anselmi Tamburini dopo che era stato, nel 1933, spostato nell'abside ed elettrificato. Lo strumento, a trasmissione meccanica, ha un'unica tastiera con prima ottava scavezza ed una pedaliera, anch'essa con prima ottava scavezza costantemente unita alla prima ottava del manuale.